# Çatalsu, Gülağaç
Çatalsu là một xã thuộc huyện Gülağaç, tỉnh Aksaray, Thổ Nhĩ Kỳ. Dân số thời điểm năm 2010 là 365 người.